# Sinapidendron angustifolium
Sinapidendron angustifolium is een overblijvende plant uit de kruisbloemenfamilie (Brassicaceae).
De soort is endemisch op het Portugese eiland Madeira en wordt ernstig bedreigd.

## Naamgeving enetymologie
- Synoniem: Sinapidendron salicifolium Lowe; Sinapis angustifolia DC.

## Kenmerken
Sinapidendron angustifolium is een overblijvende struikvormende plant, met een vertakte, verhoutte stengel, waarop talrijke bladrozetten van vlezige, tot 7 cm lange lijnvormige bladeren met gave bladrand en stompe top staan ingeplant. Uit de bladrozetten ontspringt een bloemstengel met verspreid staande, eveneens lijnvormige stengelbladeren.
De bloeiwijze is een kleine bloemtros met kelkvormige, viertallige bloemen. De kroonblaadjes zijn geel.
De vrucht is een tot 3,5 cm lange hauw.

## Habitaten verspreiding
Sinapidendron angustifolium groeit vooral op kliffen langs de kustlijn.
Het is een endemische soort op het Portugese eiland Madeira, waar hij voorkomt langs de zuidkust tussen Madalena do Mar en Praia Formosa.

## Bedreigingen en bescherming
Het areaal van deze plant is beperkt tot de zuidkust van Madeira en bedraagt waarschijnlijk slechts 10 km². De IUCN-status is 'Kritiek'.
De voornaamste bedreigingen zijn het verdwijnen van zijn habitat door wegenbouw, woningbouw en ontwikkelingen voor toerisme; verder door de introductie van exoten en door steenlawines.